# Grupa warowna „Schill”

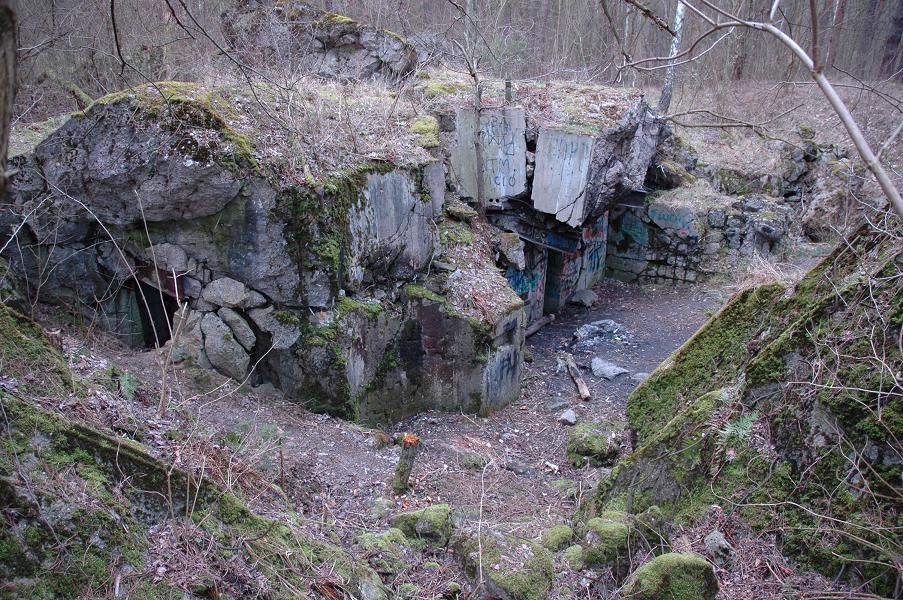
Panzerwerk 754

Grupa warowna „Schill” – jedna z grup warownych niemieckich umocnień Frontu Ufortyfikowanego Łuku Odry-Warty (Oder-Warthe Bogen, Międzyrzeckiego Rejonu Umocnionego).
Grupa „Schill” jest jedną z 2 (obok GW „Ludendorff”) klasycznych grup warownych O.W.B. Została zbudowana względnie późno, w latach 1938–1939. Jej zadaniem było zamknięcie północnego skrzydła centralnego odcinka umocnień, a konkretnie kanałów taktycznych na południe od jez. Kursko i blokującego je mostu taktycznego w Kursku. W 1939 roku grupa otrzymała imię „Schill”, dla upamiętnienia Ferdynanda von Schilla, pruskiego bohatera narodowego.
Grupa warowna „Schill” składała się z dwóch schronów o odporności „B” (B-Werk): Pz.W. 754 i Pz.W. 757. Schrony połączone były poternami. W podziemiach pomiędzy nimi znajdował się zespół koszarowo-magazynowy. Mniejszy Pz.W. 754 pełnił tylko funkcje bojowe, nie posiadając wejść. W jego stropie zamontowano kopułę typu 20P7 dla 2 karabinów maszynowych, granatnik forteczny M19 oraz mały dzwon obserwacyjny typu 23P8. Większy Pz.W. 757 był dużym schronem bojowym, pełniąc zarazem funkcję wejścia do grupy. Wyposażony był w standardowy dla panzerwerka o standardzie „B” zestaw uzbrojenia. W jego stropie znajdowały się dwie kopuły typu 20P7 z dwoma karabinami maszynowymi MG34 każda, granatnik forteczny M19, miotacz ognia oraz duża kopuła obserwacyjna dla obserwatora piechoty. Dodatkowo wejścia do schronu i jego tył osłaniał karabin maszynowy ukryty za płytą pancerną.
Grupę prawdopodobnie planowano uzupełnić o duży schron o odporności „A1”. Nie doszło do tego wskutek wstrzymania budowy O.W.B.
Mankamentem grupy był, podobnie jak we wszystkich niemieckich umocnieniach, brak broni przeciwpancernej. Brak ten w dużej mierze kompensowały kanały znajdujące się na przedpolu grupy. Ponadto na jej bliskim przedpolu, przy drodze Kęszyca-Kursko znajdował się starszy, zbudowany w 1935 schron dla karabinu maszynowego z garażem dla armaty przeciwpancernej (tzw. Hindenburg-Stand), oznaczony numerem 518 w ramach starej Linii Nischlitz-Obra (Niesłysz-Obra) i 755 według oznaczeń w ramach Frontu Ufortyfikowanego O.W.B.
Po wojnie obydwa B-Werki grupy warownej „Schill” zostały wysadzone.